# Traité anglo-siamois de 1909
Le traité anglo-siamois de 1909 ou traité de Bangkok de 1909 fut signé le 10 mars 1909 à Bangkok entre le Royaume-Uni et le Royaume du Siam. Par lui, les États malais, non représentés lors des négociations, se trouvaient partagées entre le Siam et les États malais non fédérés, sous influence britannique. 
Par ce traité, le Siam renonçait à ses prétentions sur les États de Kedah, Kelantan, Perlis et Terengganu, transférant aux Britanniques sa souveraineté sur ces derniers. Perlis avait été séparé de Kedah et érigé en sultanat par les Siamois.
En revanche, le Siam gardait la souveraineté sur une région correspondant aux provinces actuelles de Narathiwat (en malais Menara), Pattani (Patani), Satun (Setul), Songkhla (Singgora) et Yala (Jala). La région de Setul, à majorité thaïe, avait été séparée de l'état malais de Kedah.
Le traité de 1909 annule le traité Burney de 1826, par lequel le Royaume-Uni avait reconnu la souveraineté du Siam sur les quatre états transférés, tandis que le Siam reconnaissait la souveraineté britannique sur l'île de Penang et la province Wellesley. Toutefois, les Siamois s'engageaient à laisser les Anglais libres de commercer dans le Kelantan et le Terengganu.
Les Anglais regrouperont plus tard ces quatre États malais avec celui de Johor dans le sud de la péninsule pour former les « États malais non fédérés », par opposition aux « États malais fédérés » de Negeri Sembilan Pahang, Perak et Selangor.
La reconnaissance britannique de la souveraineté siamoise sur la partie nord du « pays malais » était justifiée par le souci de se créer un allié face aux Français présents en Indochine.
Ce traité a scellé la frontière entre la Malaisie et la Thaïlande modernes.